# 藏雪鸡
藏雪鸡（学名：Tetraogallus tibetanus）为雉科雪鸡属的鸟类，俗名淡腹雪鸡、西藏雪雷鸟、恐姆、雪鸡。分布于帕米尔高原西部的苏联、克什米尔东部、尼泊尔、锡金、不丹以及中国大陆的新疆、帕米尔高原、东至甘肃、南达西藏喜马拉雅、四川等地，多见于高山裸石、高山灌丛以及高山草甸。该物种的模式产地在克什米尔东部。

## 保护
- 中国国家重点保护动物等级：二级

## 亚种
- 藏雪鸡藏南亚种（学名：Tetraogallus tibetanus aquilonifer）。分布于尼泊尔、锡金、不丹以及中国大陆的西藏等地。该物种的模式产地在锡金。[3]
- 藏雪鸡四川亚种（学名：Tetraogallus tibetanus henrici），是中国的特有物种。分布于四川等地。该物种的模式产地在四川康定。[4]
- 藏雪鸡青海亚种（学名：Tetraogallus tibetanus przewalskii），是中国的特有物种。分布于甘肃、南抵青海、四川等地。该物种的模式产地在青海东部。[5]
- 藏雪鸡指名亚种（学名：Tetraogallus tibetanus tibetanus）。分布于俄罗斯、克什米尔以及中国大陆的新疆、西藏等地。该物种的模式产地在克什米尔东部。[6]
- 藏雪鸡北疆亚种（学名：Tetraogallus tibetanus tschimenensis），俗名淡腹雪鸡疆南亚种。在中国大陆，分布于新疆向东至青海等地。该物种的模式产地在西藏西北部,实指新疆西部。[7]
- 藏雪鸡云南亚种（学名：Tetraogallus tibetanus yunnanensis）。在中国大陆，分布于云南至西藏等地，常见于高山裸岩和草坡地带。该物种的模式产地在云南中甸。[8]